# Joan Quintana i Paredes
Joan Quintana i Paredes (Barcelona, 1960) es un alpinista español. Desde 1990 es presidente del Grupo de Alta Montaña Español (GAME). Es autor de nueve libros relacionados con la práctica del alpinismo.

## Biografía
Se inició en el práctica de la  escalada  a los 16 años en el Grupo de Montaña Gelera. Más tarde se hizo socio del Centro Excursionista de Cataluña (CEC), y comenzó a practicar el esquí de travesía. En el año 1980 pasó a presidir el Centre Acadèmic de Escalada (CADE) y empezó a especializarse en la escalada en hielo.
Desde 1990 hasta 2018 fue presidente del Grupo de Alta Montaña Español (GAME) y formó parte del comité técnico de la Federación Española de deportes de Montaña y Escalada (FEDME). en 1997 devino miembro activo del Groupe Haute Montagne de Chamonix.
Desde 2018 es coordinador de Actividades en el Centre Excursionista de Catalunya, CEC.
Como escalador de hielo ha realizado unas 1000 ascensiones, algunas de muy alta dificultad, 10 primeras cascadas de hielo en el CIRCO DE GAVARNIE, FRANCIA.
Es especialista en la práctica de la escalada en cascadas de hielo; es decir cascadas de agua que por efecto del frío durante la  época invernal quedan heladas.
Es también un autor dedicado a la divulgación sobre le alpinismo, en España y otros países. Ha publicado nueve libros sobre el alpinismo glacial y ha participado en varias conferencias internacionales. Protagonizó seis episodios de la serie de RTVE Al Filo de lo Imposible y la película Gavarnie Solo sobre una escalada en solitario integral en las cascadas de hielo del circo de Gavarnie (Francia).

## Publicaciones
- Hielo Vertical. Editorial Pleniluni, Alella, Barcelona 1989
- Pirineos Nieve y Hielo. Editorial Pleniluni, Alella, Barcelona. 1990
- Gel Als Alps. Editor Xavier Cullell, Barcelona 1992
- Gavarnie Cascadas de Hielo. Editorial Desnivel, Madrid 1995
- Escaladas en Hielo y Nieve en los Alpes. Editorial Desnivel, Madrid 1997
- Cascadas de Hielo en España. Editorial Icedreams, Barcelona 1998
- Hielo Vertical. Editorial Prames, Zaragoza 2001

## Premios
- Medalla de Oro al Mérito Deportivo, RSEA Peñalara, 2000.[2]
- Piolet de Oro, FEDME a la mejor actividad de alpinismo, 1999.[2]